# Valsonne
Valsonne település Franciaországban, Rhône megyében. Lakosainak száma 994 fő (2022. január 1.). Valsonne Saint-Appolinaire, Amplepuis, Ronno, Dième, Saint-Clément-sur-Valsonne, Tarare és Les Sauvages községekkel határos.

## Népesség
A település népessége az elmúlt években az alábbi módon változott:
| Lakosok száma | 899  | 912  | 944  | 952  | 970  | 971  | 973  | 983  | 994  |
|               | 2013 | 2015 | 2016 | 2017 | 2018 | 2019 | 2020 | 2021 | 2022 |